# Moritz Mosche Stern
Moritz Mosche Stern (* 6. Juli 1864 in Steinbach; † 13. Februar 1939 in Berlin) war ein deutscher Rabbiner, Historiker, Bibliotheks- und Museumsleiter.

## Leben
Nach der Promotion zum Dr. phil. 1889 war seit 1898 Direktor der Isr. Realschule in Fürth und ab 1900 einer jüd.-religiösen Knabenschule in Berlin. 1905 wurde er Bibliothekar (seit 1920 Oberbibliothekar) der 1902 eröffneten Bibliothek der Jüdischen Gemeinde zu Berlin.

## Schriften (Auswahl)
- Der Schweriner Oberrabbiner Mordechai Jaffé. Seine Ahnen und seine Nachkommen. Ein Stammbaum. Berlin 1933.
- Zeittafeln der jüdischen Geschichte und Literatur. Zum Schulgebrauch mit Daten der allgemeinen Geschichte. Berlin 1934.
- Die israelitische Bevölkerung der deutschen Städte. VI Varia. Erstes Heft: Aus Württemberg. Hall, Reutlingen 1349 – Ulm 1499 – Reutlingen 1499 – Reutlingen 1495, 1516. Berlin 1936.
- Aus dem Berliner Jüdischen Museum. Palästinensische Altertümer, Münzen, Medaillen, Siegel, Ringe und Kultusgeräte. Mitteilungen. Berlin 1937.